# Himalayatrast
Himalayatrast (Zoothera salimalii) är en nyligen bekriven tätting i familjen trastar.

## Kännetecken

### Utseende
Himalayatrasten är en rätt stor (25-27 cm) lång brunaktig trast. Med svartfjällig undersida och otecknad rödbrun ovansida är den är mycket lik både sichuantrast och alptrast, allihop tidigare behandlade som en och samma art (se nedan). Jämfört med alptrasten är den mer rosttonad ovan, mörkare längst in på nedre näbbhalvan, mindre kontrasterande tecknad på vingtäckare och handpennor samt har längre näbb men kortare vinge. Från sichuantrasten skiljer den sig genom kortare näbb, vingar och framför allt tarser och stjärt, avsaknad av grått på huvudet från hjässa till nacke, tydligare ansiktsteckning och mindre jämnt streckade örontäckare.

### Läte
Himalayatrastens läten skiljer sig tydligt från alptrastens. Sången är mycket mer musikalisk och trastlik, med fylliga utdragna klara toner uppblandade med tunnare och kortare, nästan helt utan gnissliga ljud. Den är vidare långsammare, har större skillnader i tonhöjd samt tonas ut något på slutet.

## Utbredning
Arten häckar i östra Himalaya från Sikkim och norra Västbengalen i nordöstra Indien österut till södra och sydöstra Xizang och västra Yunnan i Kina. Enstaka fynd finns även från södra Sichuan och sydöstra Yunnan. Den övervintrar på lägre nivåer så långt söderut som till Meghalaya och Manipur i Indien samt norra Vietnam.

## Systematik
Tidigare behandlades himalayatrast, sichuantrast och alptrast som en och samma art, Zoothera mollissima, då med det svenska namnet bergtrast. Studier visar dock på betydande skillnader i läten, utseende och ekologi. Genetiskt är den närmast släkt med sichuantrasten. Dessa är i sin tur systergrupp till alptrasten. Himalayatrasten behandlas som monotypisk, det vill säga att den inte delas in i några underarter. 

## Levnadssätt
Himalayatrasten påträffas i två olika typer av miljöer, båda på en lägre höjd än alptrasten. I östra Himalaya hittas den i gammal barrskog med inslag av rhododendron och lövträd samt med rik undervegetation av snår och örter på mellan 3430 och 3800 meters höjd, bara undantagsvis ovan trädgränsen upp till 4200 meter. I Västbengalen och Bhutan har den hittats även på något lägre nivåer, 3200 respektive 3390 meter över havet. I Yunnan förekommer himalayatrasten i en helt annan typ av miljö, nämligen branta sluttningar med bambu, rhododendron och endast enstaka spridda barrträd, vid eller strax ovan trädgränsen på mellan 3350 och 3550 meter över havet.
I princip inget är känt om dess föda eller häckningsbiologi, men tros inte skilja sig nämnvärt från övriga arter i komplexet.

## Status och hot
Arten har ett stort utbredningsområde och en stor population med stabil utveckling och tros inte vara utsatt för något substantiellt hot. Utifrån dessa kriterier kategoriserar internationella naturvårdsunionen IUCN arten som livskraftig (LC).

## Namn
Fågelns vetenskapliga artnamn hedrar den indiske ornitologen Salim Ali (1896-1987).